# Avitta australis
Avitta australis là một loài bướm đêm trong họ Noctuidae.